# سعاد محاسن (مغنية مصرية)
سعاد محاسن مغنية مصرية من أصول سورية. تبنت تحية كاريوكا حين هربت من اهلها ولكنها سرعان ما تركتها وذهبت إلى سوريا برفقة زوجها ولكنها قبل ذهابها إلى سوريا تركت تحية كاريوكا لدى بديعة مصابني التي تولت رعاية تحية بعد سعاد محاسن.
كانت نجمة العصر، بصوتها الساحر وأغانيها الجديدة كل ليلة مع تختها المؤلّف من مشاهير رجال الفن بصالتها الفخمة المعروفة بالإسكندرية «الكورونا بالسلسلة» وتقدم مجموعة من الاسكتشات الجديدة والمونولوجات المبتكرة ومجموعة من الرقصات الجديدة مع العديد من نجوم الفن والغناء.

## أشهر الأغاني
- يلا نقوم في قطر الليلة